# Oronotus thoracicus
Oronotus thoracicus là một loài tò vò trong họ Ichneumonidae.